# Gouden standaard (economie)

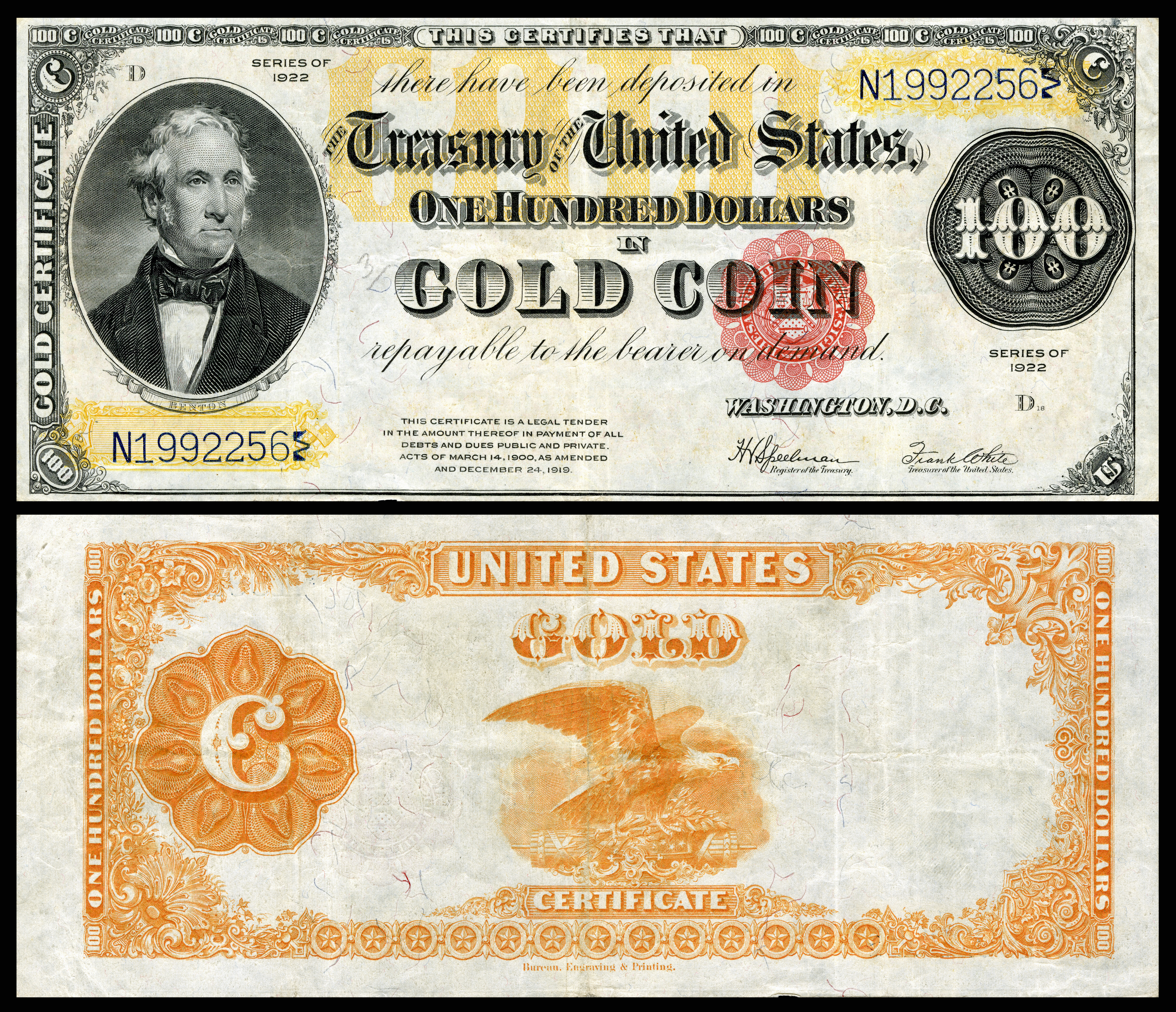
Goudcertificaat van de VS uit 1922

De gouden standaard is een muntstelsel waarin de economische rekeneenheid een vastgesteld gewicht aan goud is. Een bepaald gewicht aan goud staat dan gelijk aan een geldbedrag. De gouden standaard kan als een monetair systeem worden beschouwd, waarbij veranderingen in vraag en aanbod van goud de waarde van goederen en diensten mede bepalen. Wanneer meerdere landen een dergelijke vaste rekeneenheid hanteren, waarbij het gewicht in goud een vaste waarde heeft, worden de wisselkoersen tussen verschillende nationale valuta feitelijk vastgelegd.
Een wereldwijde gouden standaard bestond tot 1971 in de vorm van het systeem van Bretton Woods, waarin de dollar inwisselbaar was voor goud tegen een vaste prijs, en de valuta van overige landen een vaste wisselkoers ten opzichte van de dollar hadden. Een serie economische maatregelen van de Amerikaanse president Richard Nixon, de zogenoemde Nixon-schok, maakte een eind aan dit systeem waarbij de dollar een vaste waarde had ten opzichte van goud.

## Vormen
Bij de gouden standaard kunnen vier systemen worden onderscheiden:
1. Goud wordt direct als munteenheid gebruikt (goudcirculatie).
2. Papiergeld wordt uitgegeven dat te allen tijde inwisselbaar is voor goud. De totale waarde van het uitgegeven geld is maximaal zo veel als de totale hoeveelheid goud bij de centrale bank. Dit is de zogenoemde papieren standaard.
3. Geld slechts beperkt inwisselbaar tegen goud, omdat meer papiergeld is uitgegeven dan de waarde van de goudvoorraad van de centrale bank.
4. De overheid garandeert een vaste wisselkoers van de eigen munteenheid tegenover de valuta van een ander land waarvan de muntwaarde aan goud gekoppeld is.

## Drie perioden in Nederland
Nederland kende voor wat betreft de gouden standaard drie perioden:
1. De goudenmuntenstandaard tot 1914, waarbij bankbiljetten volledig werden gedekt door goud. Houders van bankbiljetten hadden het recht om bankpapier in te wisselen voor goud. Het muntgeld was "intrinsiek volwaardig" en had een eigen waarde in edele metalen.
2. Tussen 1918 en 1936 kende Nederland de goudkernstandaard, waarbij de bankbiljetten voor 40% waren gedekt door goud, maar waarbij het publiek niet het recht had om bankbiljetten voor goud in te wisselen (behalve uitzonderingen, zoals internationale betalingen). Bovendien kwamen (naast munten met een intrinsieke waarde) ook "onvolwaardige munten" in omloop, de zogenaamde tekenmunten. De waarde ervan werd niet bepaald door de metaalwaarde, maar door het teken dat de overheid erop had aangebracht.
3. Van 1945 tot 1971 kende Nederland de goudwisselstandaard waarbij de gulden via een omweg een band had met goud. Dit liep via het systeem van Bretton Woods waarbij de gulden in vaste verhouding stond tot de dollar die op zijn beurt gekoppeld was aan goud. Daarbij dienden naast eigen goud ook goudwissels (vorderingen in goud) als dekking. Omdat de dollar na de devaluatie in 1971 niet meer inwisselbaar was voor goud, kwam in Nederland een einde aan deze standaard.

Ook de waarde van munten tegenover edelmetaal veranderde diverse keren. In de Muntwet van 1816 werd voor het eerst formeel vastgelegd dat de gulden 9,6 gram fijn zilver moest bevatten. In 1875 voerde de overheid het gouden tientje in als nieuwe standaardmunt. De gulden vertegenwoordigde voortaan ruim 0,6 gram fijn goud. Eind 1946 meldde de Nederlandse regering bij het IMF een zogenoemde goudpariteit aan van 0,335 gram fijn goud. In 1967 besloot de Nederlandse overheid om zilveren guldens te vervangen door nikkelen exemplaren, omdat de zilverprijs enorm was gestegen.

## Waarom goud?
Vanwege de zeldzaamheid en duurzaamheid werden goud en zilver eeuwenlang gebruikt als betaalmiddel. De exacte aard van de evolutie van geld varieert aanzienlijk met betrekking tot tijd en plaats, hoewel door historici wordt geloofd dat de hoge bruikbaarheidswaarde van goud en zilver, de dichtheid, corrosiebestendigheid, uniformiteit en gemakkelijke deelbaarheid het voor zowel waardeopslag als tot rekeneenheid voor andere soorten opgeslagen waarde nuttig maakte - in Babylon was een bepaalde hoeveelheid tarwe de rekeneenheid, met een gewicht in goud of zilver dat als eenheid werd gebruikt om waarde te vervoeren. De vroege muntsystemen, die op graankorrels waren gebaseerd, gebruikten goud of zilver om de opgeslagen waarde te vertegenwoordigen. Het bankwezen ontstond toen gedeponeerd goud of zilver van de ene naar de andere rekening kon worden overgebracht door middel van een girosysteem en tegen rente kon worden geleend.
De functie van papiergeld, wanneer gebruikt als deel van een hard geldsysteem, is het gevaar van goud- of zilvertransporten te verminderen, de mogelijkheid van manipulatie van muntstukken te verkleinen, en het verdwijnen van munten uit de geldcirculatie door oppotten en verlies te vermijden. De vroege ontwikkeling van papiergeld werd oorspronkelijk door de onbetrouwbaarheid van vervoer en de gevaren van lange reizen, evenals door de wens van overheden aangespoord om de handelsstroom te controleren of te regelen binnen hun heerschappij. Geld dat door muntstukken wordt gesteund wordt soms representatief geld genoemd en de biljetten worden vaak certificaten genoemd, om hen van andere vormen van papiergeld te onderscheiden.
Lange tijd zijn zilver- en goudgeld naast elkaar in omloop geweest, waarbij zilvergeld domineerde bij de dagelijkse transacties van eenvoudige burgers en goudgeld bij grote transacties. In de 19e eeuw begon het goudgeld de overhand te krijgen en werd het zilvergeld teruggedrongen tot de rol van pasmunt.

## Valuta in den beginne
Het eerste metaal dat als munt werd gebruikt was zilver, reeds vóór 2000 v.Chr., toen zilveren baren in de handel werden gebruikt en duurde daarna nog 1500 jaar totdat de eerste munten van zuiver goud werd geïntroduceerd. Desalniettemin was goud al veel eerder de basis van handelscontracten in Akkadia, en later in het oude Egypte. Zilver bleef voor alledaagse transacties tot in de 19e eeuw het meest gebruikte muntmetaal. Een gouden munt vertegenwoordigde namelijk een klein kapitaal. Een dukaat van 3,5 gram, bijvoorbeeld, vertegenwoordigde in de Middeleeuwen zeker twee doorsnee weeklonen. De kleine man kreeg dus zelden iets anders dan zilveren of koperen munten in handen. Gouden munten waren het betaalmiddel van de rijken en de kooplieden.
Het Perzische Rijk hief belastingen in goud en, na veroverd te zijn door Alexander de Grote, diende dit goud als basis voor de gouden munten die in zijn imperium gebruikt werden. Het betalen van huurlingen en legers in goud maakte het belang ervan hard: goud werd synoniem aan het betalen voor militaire operaties, zoals door Niccolò Machiavelli tweeduizend jaar later in de Prins wordt vermeld. Het Romeinse Rijk sloeg twee belangrijke gouden muntstukken: de aureus, ongeveer 7 gram goud dat met zilver wordt gelegeerd, en de kleinere solidus, die 4,4 gram woog, waarvan 4,2 gram goud. De Romeinse munten waren bijzonder actief - de Romeinen sloegen en brachten miljoenen muntstukken in omloop tijdens de republiek en het keizerrijk.
Na de ineenstorting van het West-Romeinse Rijk en de uitputting van de goudmijnen in Europa, ging het Byzantijnse Rijk door met het slaan van opvolgers van de solidus; de nomisma of bezant. Zij waren gedwongen om meer en meer onedel metaal met het goud te vermengen tot tegen het eind van het millennium van de munten in omloop slechts 25% van het gewicht uit goud bestond. Dit vertegenwoordigde een enorme daling in echte waarde van de oude 95%-zuivere Romeinse muntstukken. Aldus werd de handel meer en meer geleid via munten in gebruik in de Arabische wereld, die uit Afrikaans goud werden geproduceerd: de denarie of dinar.
De dinar en dirham waren respectievelijk gouden en zilveren muntstukken oorspronkelijk geslagen door de Byzantijnen en Perzen. De kalifaten in de islamitische wereld keurden deze muntstukken goed, maar de geschiedenis van de dinar wordt gewoonlijk verondersteld te beginnen bij kalief Abd al-Malik (685-705) die de munt hervormde. Hij verwijderde uitbeeldingen uit muntstukken, vestigde standaardverwijzingen naar God op de muntstukken, en bevestigde verhoudingen van zilver met betrekking tot goud. Dit leidde overigens tot een oorlogsverklaring van de Byzantijnse keizer, die niet wilde tolereren dat een ander denariën aanmaakte, laat staan er verwijzingen naar God op plaatste. De groei van islamitische macht en handel maakte de dinar tot eind 13e eeuw het dominante muntstuk van de westelijke kust van Afrika tot aan noordelijk India, en hij bleef daarna nog honderden jaren een van de overheersende muntstukken. Wel werd de handel tussen het oosten en westen van het rijk bemoeilijkt door waardeschommelingen van de dinar en dirham, soms was de dinar 5 keer zoveel waard als de dirham, soms 20 keer zoveel.
Van de val van het Romeinse Rijk tot het eind van de 13e eeuw behielp Europa zich grotendeels met zilveren munten.
Eeuwenlang was de zilveren denarius of penning vrijwel de enige munt.
Door de rijke handelsteden Florence en Genua werden rond 1250 gouden munten geïntroduceerd. In 1284 sloeg de Republiek Venetië zijn eerste stevige gouden muntstuk, de dukaat, die voor de volgende 600 jaar de norm voor Europese munten zou worden. Rond dit moment werden door andere Europese staten andere muntstukken, zoals de florijn, nobel, groot, zloty, en guinea geïntroduceerd om de groeiende handel te vereenvoudigen. De dukaat zou wegens de leidende rol van Venetië in handel met de islamitische wereld en zijn vermogen om verse voorraden goud veilig te stellen de norm blijven waartegen andere muntstukken werden gemeten.
Elders in Europa was van de aanmunting van goud op enige schaal pas sprake vanaf ongeveer 1340.
Maar ook in de komende zes eeuwen, tot ca. 1870, bleven zilver en goud de muntmetalen, min of meer op voet van gelijkheid. Deze dubbele standaard had één groot nadeel: vanwege het fluctuerende aanbod van de beide metalen, fluctueerde ook de waardeverhouding tussen goud en zilver. Dat betekende dat er geen vaste waardeverhouding kon worden vastgesteld tussen de gouden en de zilveren munten. Gedurende de Middeleeuwen was de prijsverhouding tussen goud en zilver tamelijk stabiel (van 10 tot 12 op 1), maar in de 16e eeuw nam het aanbod van zilver sterk toe, zodat het zilver ten opzichte van goud aan waarde begon te verliezen (in de 18e en eerste helft 19e eeuw lag de verhouding eerder op 15 à 16 op 1).
Beginnend met de verovering van het Azteekse rijk en het Incarijk, kreeg Spanje naast vooral veel zilver ook toegang tot grote hoeveelheden nieuw goud om munten van te slaan. De primaire Spaanse gouden rekeneenheid was de escudo, en het basismuntstuk het stuk van 8 escudo's de "doblón", die oorspronkelijk vastgesteld werd op 27,4680 gram 22 karaats goud (althans in de eenheden van vandaag) en werd getaxeerd op 16 keer het gelijkwaardige gewicht aan zilver. De brede beschikbaarheid van gemalen en kolven gouden muntstukken maakte het voor de Antillen mogelijk om in 1704 goud tot het enig wettelijk betaalmiddel te maken. De omloop van Spaanse muntstukken zou tot de rekeneenheid voor de Verenigde Staten leiden; de "dollar", die op de Spaanse zilveren real werd gebaseerd. De muntmarkt van Philadelphia ging in Spaanse koloniale muntstukken handel drijven.

## Geschiedenis van de moderne gouden standaard
De inburgering van gouden standaarden verliep geleidelijk aan. Dit heeft geleid tot conflicten tussen verschillende economische historici in verband met wanneer de "echte" gouden standaard begon. De gouden standaard heeft in ieder geval zijn oorsprong in Groot-Brittannië en dit land heeft ook later in de geschiedenis een vitale rol gespeeld in het verloop rond de gouden standaard. Isaac Newton nam een verhouding tussen goud en zilver op in zijn analyse van de muntslag in 1717 hetgeen tot een relatie tussen gouden muntstukken en de zilveren penny leidde die de standaardrekeneenheid in de wet van Koningin Anne zou worden; voor sommige historici is dit het begin van de "gouden standaard" in Engeland. Meer algemeen aanvaard is echter dat een volledige gouden standaard vereist dat er één bron van biljetten en wettige betaalmiddelen is, en dat deze bron door omzetbaarheid in goud wordt gedekt. Aangezien dit in de 18e eeuw niet het geval was, is de algemeen aanvaarde visie dat Engeland op dat moment geen gouden standaard voerde.

### De crisis van zilvergeld en bankbiljetten (1750-1870)
Eind 18e eeuw werd veel zilver aan de economieën van westelijk Europa en de Verenigde Staten onttrokken. Redenen hiervoor waren oorlogen en handel met China, dat aan Europa verkocht, maar zelf weinig behoefte had aan Europese goederen. De muntstukken werden geslagen in kleinere en kleinere bedragen, en er was een snelle verbreiding van bank- en voorraadnota's die als geld werden gebruikt.
In de jaren 90 van de 18e eeuw leed Engeland aan een hevig tekort aan zilveren munten en stopte met het slaan van grotere zilveren muntstukken, gaf "symbolische" zilveren muntstukken uit en sloeg buitenlandse muntstukken om. Met het eind van de napoleontische oorlogen begon Engeland met een intensief hermuntingsprogramma, dat tot standaard gouden soevereinen en circulerende kronen en half-kronen, en uiteindelijk in 1821 koperen farthings leidde. De hermunting van zilver in Engeland na een lange stilte veroorzaakte een uitbarsting van muntstukken: Engeland sloeg bijna 40 miljoen shillings, 17 miljoen halve kronen en 1,3 miljoen zilveren kronen tussen 1816 en 1820. De "akte voor het hervatten van geldbetalingen in contanten" in 1819 stelde 1823 vast als datum voor hervatten van inwisselbaarheid, dit werd echter 1821 bereikt. Gedurende de jaren 20 van de 19e eeuw werden kleine biljetten uitgegeven door regionale banken, die uiteindelijk in 1826 werden beperkt, terwijl de Bank van Engeland werd toegestaan regionale takken op te zetten. In 1833 werden biljetten van de Bank van Engeland echter wettelijke betaalmiddel gemaakt, en de afkoop door andere banken werd afgeraden. In 1844 bepaalde de "Bankhandvestakte" dat biljetten van de Bank van Engeland, die volledig door goud werden gesteund, de wettelijke norm waren. Volgens de strikte interpretatie van de gouden standaard merkt deze handeling 1844 aan als de totstandbrenging van een volledige gouden standaard voor Brits geld.
De VS keurden in 1785 een zilveren norm goed die op de "Spaanse gemalen dollar" was gebaseerd. Dit werd vastgelegd in de "Akte van Munt en Muntslag" uit 1792 en alsook doordat de federale overheid de "Bank of the United States" begon te gebruiken om zijn reserves te deponeren, evenals een vaste verhouding van goud tot de Amerikaanse dollar vast te leggen. Dit was in feite een afgeleide zilveren norm, aangezien de bank niet vereist was om zilver achter de hand te hebben om zijn munt te steunen. Dit was het begin van een lange reeks pogingen van Amerika om een bimetaalnorm voor de Amerikaanse dollar tot stand te brengen, die tot de jaren 20 zou voortduren. Gouden en zilveren muntstukken waren wettelijk betaalmiddel, met inbegrip van de Spaanse real, een zilveren muntstuk dat op het westelijke halfrond werd geslagen. Wegens de reusachtige schuld die de federale overheid over had gehouden aan het financieren van de onafhankelijkheidsoorlog, raakten de zilveren muntstukken die door de overheid werden geslagen uit circulatie, waarna president Jefferson in 1806 het slaan van zilveren muntstukken opschortte.
De Amerikaanse schatkist werd gezet op een strikte harde geldnorm, waarbij ze alleen opereerden in louter gouden of zilveren muntstukken als deel van de Onafhankelijke Schatkistakte van 1848, dat op juridische wijze de rekeningen van de federale overheid van het bankwezensysteem scheidde. De vaste geldverhouding van zilver met betrekking tot goud waardeerde echter het zilver te hoog in met betrekking tot de vraag naar goud voor aan handel over of lening van Engeland. Het afvloeien van goud ten gunste van zilver leidde tot goudzoeken, met inbegrip van de "Californische goldrush" die begon in 1848. Volgens de wet van Gresham stroomde zilver de VS in, dat met andere zilvernaties handel dreef, ging goud het land uit. In 1853 verlaagden de VS het zilvergewicht in muntstukken om ze in omloop te houden, en in 1857 werd de status van wettelijke betaalmiddel buitenlandse munten ontnomen.
In 1857 begon de definitieve crisis van het era van het vrije bankwezen van internationale financiën; toen Amerikaanse banken de betalingen in zilver stopzetten, dat door het zeer jonge internationale financiële systeem van centrale banken golfde. In de Verenigde Staten was deze instorting een medebepalende factor in de Amerikaanse Burgeroorlog, en in 1861 stopte de overheid van de VS betaling in goud en zilver, waarmee de pogingen om een zilveren standaardbasis voor de dollar te vormen effectief beëindigd waren. Gedurende 1860-1871 werden diverse pogingen gedaan om bimetaalnormen te doen herleven, met inbegrip van één gebaseerd op de gouden en zilveren frank, echter, met de snelle toevloed van zilver uit nieuwe afzettingen, eindigde de verwachting dat zilver schaars was.
De interactie tussen het centrale bankwezen en de muntbasis vormde de primaire bron van monetaire instabiliteit tijdens deze periode. De combinatie van factoren die economische stabiliteit veroorzaakte was een beperking van de aanmaak van nieuwe biljetten, een overheidsmonopolie op het uitgeven van biljetten hetzij direct of indirect en een centrale bank en één enkele waarde-eenheid. Pogingen om deze voorwaarden te vermijden veroorzaakten periodieke monetaire crises - zoals gedevalueerde biljetten, of zilver dat uit omloop raakte als waardeopslag, of er was een depressie omdat overheden die muntgeld eisten als betaling, het ruilmiddel uit de economie afvoerden. Tezelfdertijd was er een dramatisch toegenomen behoefte aan krediet, en grote banken werden ingehuurd in diverse staten, met inbegrip van, in 1872, Japan. De behoefte aan een stevige basis in monetaire zaken zou in de periode die volgde leiden tot een snelle omarming van de gouden standaard.

### Totstandbrenging van de internationale gouden standaard (1871-1900)
Volgend op de Frans-Pruisische Oorlog was Duitsland als verenigd land ontstaan en voerde het de Reichsmark, die op een strikte gouden standaard was gebaseerd. Om het geldaanbod uit te breiden werd goud uit Zuid-Afrika gebruikt. Andere naties volgden snel omdat goud een transporteerbaar, universeel en stabiele waarde-eenheid was. Zie globalisatie.
In de jaren 70 van de 19e eeuw leidde de aan deflatie en laagconjunctuur lijdende economie tot periodieke vraag naar zilveren valuta. Dergelijke pogingen faalden over het algemeen echter, en zetten de algemene druk richting een gouden standaard voort. Tegen 1879 werden in de Latijnse muntunie, die uit Frankrijk, Italië, België, Zwitserland en later Griekenland bestond, nog louter gouden muntstukken geaccepteerd, alhoewel in deze Latijnse muntunie zilver, in theorie althans, een betaalmiddel was.
Door een standaardrekeneenheid te creëren die gemakkelijk afkoopbaar was, vrij stabiel in hoeveelheid en meetbaar in zijn zuiverheid, leidde de gouden standaard een periode van fors uitdijende handel in tussen geïndustrialiseerde naties en "periferienaties" (die landbouwgoederen, de zogenaamde "broodmanden", produceerden). Dit "eerste tijdperk van globalisering" was echter niet zonder problemen. Dramatisch was de hongersnood in Ierland, waar de bevolking begon te verhongeren, doordat het voordeliger was om voedsel naar Groot-Brittannië uit te voeren. Het resultaat veranderde een mislukte oogst wegens een aardappelziekte direct in een humanitaire ramp. Amartya Sen theoretiseerde in zijn werk aangaande hongersnoden dat hongersnoden door een verhoging van de prijs van voedsel en niet door voedseltekort zelf worden veroorzaakt. Vandaar dat de achterliggende oorzaak van handelsgebaseerde hongersnoden een onevenwichtigheid in rijkdom tussen de voedselexporteur en de voedselimporteur is.
Tezelfdertijd veroorzaakte het een dramatische daling van de geaggregeerde vraag en een reeks lange depressies in de Verenigde Staten en het Verenigd Koninkrijk. Dit zou niet verward moeten worden met gefaalde industrialisatie of vertraging goederenproductie. Aldus omvatten de pogingen om alternatieve munten te scheppen de introductie van de postwissel in Groot-Brittannië in 1881, die later wettelijk betaalmiddel tijdens de Eerste Wereldoorlog werd gemaakt, en de Greenback-partij in de VS, die uitstel van de afschaffing van papiergeld dat niet door goud werd gedekt bepleitte.
Door industriële specialisatie aan te moedigen, groeiden de industrialiserende landen snel in bevolking, en vergden daarom bronnen waar landbouwgoederen vandaan gehaald konden worden. De behoefte aan goedkope landbouwinvoer zette beurtelings staten verder onder druk om importheffingen en andere handelsbarrières te verminderen, om zo met industriële naties kapitaalgoederen, zoals fabrieksmachines, te kunnen handelen. Deze waren nodig om te industrialiseren. Uiteindelijk zette dit druk op belastingstelsels en duwde landen van tarieven, naar een inkomsten- en verkoopbelastingenstelsel. Het veroorzaakte ook een constante neerwaartse druk op lonen, die tot de "ondraaglijke pijn van industrialisatie" bijdroegen. De rol van de gouden standaard in dit proces blijft een verhit debat, waarbij vandaag de dag nog altijd nieuwe artikelen gepubliceerd worden, die de interconnecties tussen monetaire basis, lonen en levensstandaarden proberen te vinden.

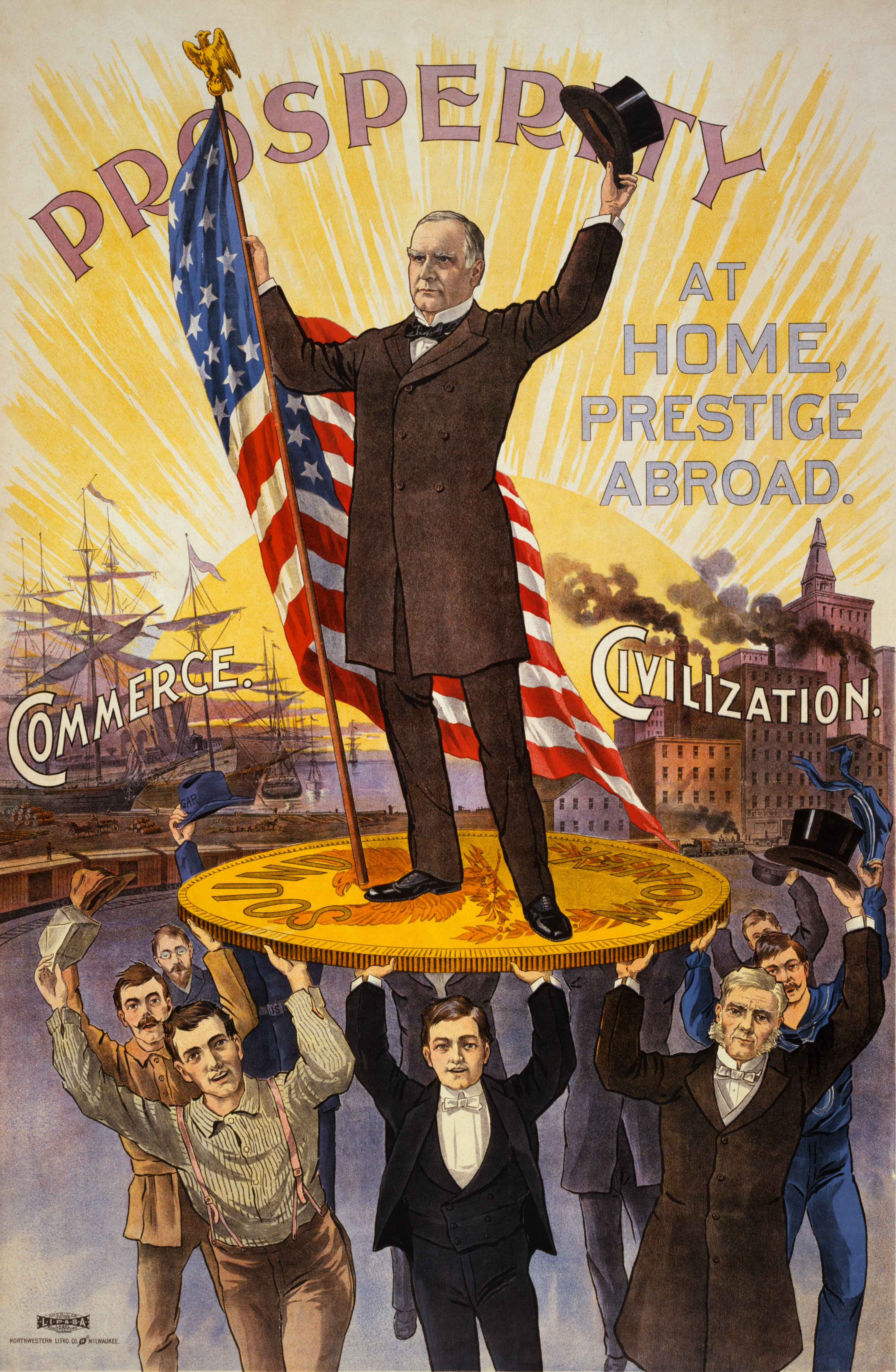
Herverkiezingsposter uit 1900 met daarop president William McKinley staand op de gouden standaard, ondersteund door soldaten, zeelieden, zakenmensen en fabrieksarbeiders.

In de jaren 90 van de 19e eeuw was er in de Verenigde Staten een reactie tegen de gouden standaard, gecentreerd in het zuidwesten en de Great Plains, ontstaan. Vele landbouwers begonnen de schaarste van goud, vooral buiten de bankencentra in het oosten, als een instrument te zien om oostelijke bankiers tot kredietbeperkingen aan te sporen. Dit zou westelijke landbouwers diep in de schulden duwen en zo leiden tot een consolidatie van westelijk bezit in de handen van de gecentraliseerde banken. De vorming van de Populistische Partij in Lampasas te Texas had specifiek van doen met het gebruik van "gemakkelijk geld" dat niet door goud werd gedekt en daardoor gemakkelijker door regionale en landelijke banken kon vloeien, en zo landbouwers toegang tot benodigde kredieten verlenen. Het verzet tegen de gouden standaard tijdens deze periode bereikte zijn climax met de presidentiële campagne van de democraat William Jennings Bryan uit Nebraska. Bryan pleitte tegen de gouden standaard in zijn "gouden-kruistoespraak" in 1896, waarbij hij de gouden standaard (en specifiek de gevolgen ervan voor westelijke landbouwers) vergeleek met de doornenkroon die Jezus bij zijn kruisiging droeg. Na in 1896 verslagen te zijn, deed Bryan opnieuw mee in 1900 en 1908 en verloor beide keren, waarbij hij elke keer veelal staten in het zuiden en op de Great Plains meekreeg.
De belangrijkste verandering in deze periode was de omarming van een monetair beleid dat de rentevoeten verhoogde in antwoord op wegvloeien van goud, of anders grote voorraden goud in de reserves van de centrale bank te handhaven. Dit beleid leidde tot een sterk vertrouwen in de toewijding die de monetaire beleidsvoerders hadden, met betrekking tot de gouden standaard. Volgens Lawrence Officer en Alberto Giovanni is dit zichtbaar uit het verband tussen het ratio Bank van Engeland, en de interactie tussen het pond, mark en de frank. Van 1889 tot 1908, handhaafde het pond 99% van de tijd een directe verhouding van de bankdiscontoregel met dollar, en 92% van de tijd met de mark. Aldus was, overeenstemmend met de theorie van de monetaire dynamica van de gouden standaard, de sleutel tot deze geloofwaardigheid de bereidheid van de Bank van Engeland om aanpassingen aan de discontovoet te maken om de Stirling met andere aan goud gekoppelde munten te stabiliseren (de de facto standaard van de wereld). Gedurende de piekperiode van de gouden standaard, 360 maanden, heeft de Bank van Engeland het bankdisconto meer dan 200 keer aangepast in reactie op de goudstromen en dit is veel vaker dan de huidige centrale banken dit doen.

### Introductie van de gouden standaard in Nederland

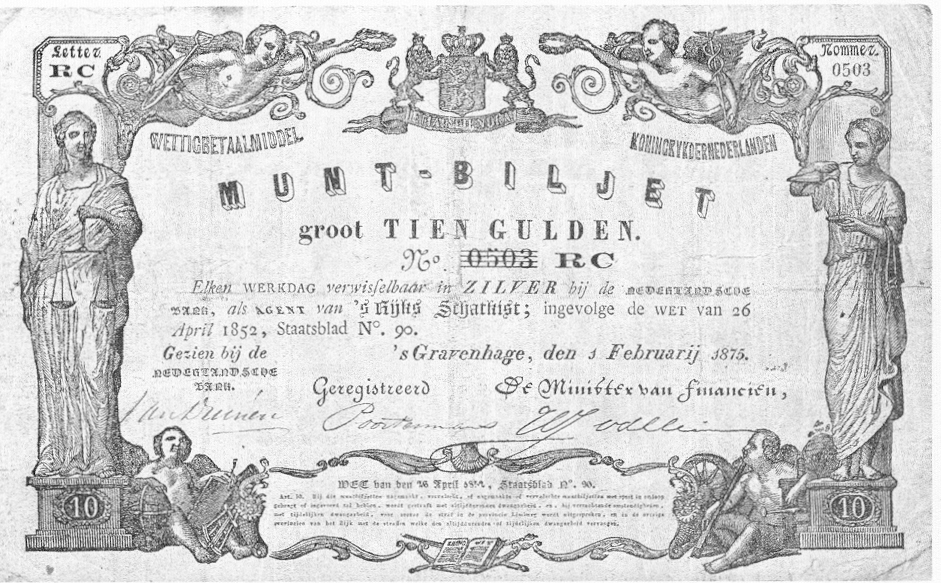
Nederlands muntbiljet uit 1875

Toen in 1795 Franse troepen Nederland bezetten namen zij als betaalmiddel assignaten mee, die door de Franse staat in goud gedekt zouden zijn. Helaas kwam hier niets van terecht en bleef men in Nederland met grote stapels waardeloos papier zitten. Het gevolg was dat in Nederland het vertrouwen in bankbiljetten weg was; pas na de Eerste Wereldoorlog zou dit weer bijdraaien.
Nadat de Fransen verdreven waren, probeerde het herenigde Nederland een dubbele standaard in te voeren. De gulden werd de basis van het muntstelsel en bevatte 9,61 gram zilver. Het gouden tientje bevatte 6,056 gram goud. Vanwege het wantrouwen tegen bankbiljetten kwamen zogenaamde muntbiljetten in gebruik. Deze waren volledig gedekt door de muntstukken die op het biljet vermeld werden.
In de praktijk bleek dit dubbele systeem slecht te werken. Het zilvergehalte in de gulden werd verscheidene malen aangepast tot Nederland in 1850 besloot op een zilveren standaard over te stappen en alle gouden munten uit de handel te halen. De reden was dat in Nederlands-Indië een sterke vraag naar zilver bestond, hetgeen de zilverwaarde op peil zou houden.
Toen in 1871 Duitsland echter alle zilvergeld uit roulatie nam en het zilver op de vrije markt verkocht, daalde de zilverprijs snel. De gulden, die wegens de zilverwaarde vrij door iedereen geslagen mocht worden, zakte hierdoor snel in intrinsieke waarde. De vrije aanmunting werd abrupt door de regering verboden, maar de Tweede Kamer wilde vasthouden aan de zilverstandaard in verband met de munteenheid met Nederlands-Indië.
In 1875 voerde Nederland dan toch de gouden standaard in waarbij alleen goudgeld vrij geslagen mocht worden, maar alleen als 300 kilo goud bij de Munt werd ingeleverd. Het zilvergeld, waarvan de zilverwaarde ver onder de muntwaarde was gedaald, werd nu tekengeld, dat alleen door de staat aangemaakt mocht worden. Nederlands-Indië behield de zilveren standaard.

### De gouden standaard van hoogtepunt naar crisis (1901-1932)
Tegen 1900 was de behoefte aan een geldschieter in laatste instantie voor de meeste belangrijke geïndustrialiseerde naties duidelijk geworden. Het belang van een centraal bankwezen in het financiële systeem werd grotendeels aangetoond door voorbeelden zoals toen de Bank van Engeland Barings Bank redde nadat die een omvangrijk verlies in Zuid-Amerika had geleden en faillissement dreigde. Alleen de Verenigde Staten hadden nog geen centraal bankensysteem.
Er waren incidentele schrikreacties sinds het eind van de depressies van de jaren '80 en '90 van de 19e eeuw geweest die sommigen aan de centralisatie van productie en bankwezen toeschreven. Het verhoogde niveau van industrialisatie en imperialistische kolonisatie, had echter ook gediend om hogere levensstandaarden te brengen. Vrede en de welvaart regeerden in het grootste deel van Europa, alhoewel onrust groeide ten gunste van socialisme en communisme vanwege de uiterst ruwe samenleving in de vroege industrialisatie.
Dit kwam tot een abrupt einde met de uitbarsting van de Eerste Wereldoorlog. Groot-Brittannië werd bijna onmiddellijk gedwongen om maatregelen te treffen die zouden leiden tot het geleidelijk aan afstappen van zijn gouden standaard, die de omzetbaarheid van biljetten van de Bank van Engeland vanaf 1914 beëindigt. Tegen het eind van de oorlog was Engeland overgestapt op een reeks fiatvaluta-verordeningen, die postwissels en schatkistcertificaten als geld instelden. De behoefte aan steeds grotere oorlogsmachinerie, met inbegrip van slagschepen en munitie, leidde tot inflatie. Regeringen antwoordden door meer geld te drukken dan in goud zou kunnen worden afbetaald, effectief weddend op het winnen van de oorlog en het terugkopen uit herstelbetalingen, zoals Duitsland in de Frans-Pruisische Oorlog had. Zowel de VS en het V.K. stelden een verscheidenheid van maatregelen in om de beweging van goud te beheersen en het bankwezen te hervormen, maar beide werden door de kosten van de oorlog gedwongen om gebruik van de gouden standaard op te schorten. Het Verdrag van Versailles legde Duitsland en de verslagen centrale mogendheden bestraffende herstelbetalingen op, en Frankrijk hoopte deze te gebruiken om zijn verbrijzelde economie opnieuw op te bouwen, gezien veel van de oorlog op Franse grond was gestreden. Duitsland dat het opbrengen van veel van zijn goud voor herstelbetalingen in het vooruitzicht zag, kon de gouden rijksmark niet meer slaan, en ging over op fiatvaluta. De reeks steunregelingen voor de gouden standaard in de jaren 20 zou genoeg stof zijn voor een boek op zichzelf met het plan Dawes dat door het plan Young wordt vervangen. In feite leende de VS, als meest weerbarstige positieve handelsbalansnatie, het geld aan Duitsland om Frankrijk te betalen, zodat Frankrijk de Verenigde Staten weer kon betalen. Na de oorlog leed de republiek van Weimar aan hyperinflatie en introduceerde de Rentenmark, een munt gedekt door activa, om het te stoppen. Deze werden uit de omloop teruggetrokken ten gunste van een herstelde gouden Reichsmark in 1924.
In het V.K. werd het pond in 1925 teruggebracht op de gouden standaard, door de enigszins aarzelende minister van Financiën Winston Churchill, op advies van destijds conservatieve economen. Hoewel een hogere goudprijs en een significante inflatie volgen op het einde van de gouden standaard in de Eerste Wereldoorlog, keerde Churchill terug naar de standaard met de vooroorlogse goudprijs. Voor vijf jaar voorafgaand aan 1925 werd de goudprijs kunstmatig op het vooroorlogse niveau gehouden, wat betekende dat een significante deflatie op de economie geforceerd werd.
John Maynard Keynes was een van de economen die tegen de invoering van de vooroorlogse goudprijs pleitte waarbij hij geloofde dat de wisselkoers veel te hoog was en dat de monetaire basis zou instorten. Hij noemde de gouden standaard "dat barbaarse relikwie". Deze deflatie wijdde over alle resten van het Britse Rijk uit waar nog het Pond sterling gebruikt werd als primaire rekeneenheid. In het V.K. werd de norm opnieuw verlaten in 1931, Zweden verliet de gouden standaard in 1929, de VS in 1933, en ook andere naties werden, op de ene of de andere manier, gedwongen van de gouden standaard af te stappen.
Als onderdeel van dit proces verboden vele naties, met inbegrip van de VS, privé-eigendom van grote goudvoorraden. In plaats daarvan moesten de burgers slechts wettelijke betaalmiddelen in de vorm van centrale bankbiljetten te hebben. Terwijl deze maatregelen als nationale noodsituatie werden uitgelegd, was het tegelijkertijd controversieel en nog steeds zijn er mensen die het als onwettige en ongrondwettige confiscatie van privé-eigendom beschouwen.

### De Grote Depressie en de Tweede Wereldoorlog (1933-1945)
In 1933 markeerde de Conferentie van Londen het einde van de internationale gouden standaard zoals deze zich op dat moment had ontwikkeld. Terwijl het Verenigd Koninkrijk en de Verenigde Staten uiteindelijk wilden terugkeren naar de gouden standaard, waarbij president Franklin Delano Roosevelt zei dat een terugkeer naar internationale stabiliteit "op goud" moest worden gebaseerd - was geen van beide bereid dit onmiddellijk te doen. Frankrijk en Italië stuurden beide delegaties die aandrongen op een directe terugkeer naar een volledig inwisselbare internationale gouden standaard. Een voorstel ging rond om de wisselkoersen tussen Frankrijk, Groot-Brittannië en de Verenigde Staten te stabiliseren en te baseren op een systeem van trekkingsrechten, maar ook dit draaide op niets uit.
Het centrale punt dat ter discussie stond was de waarde die de gouden standaard aan zou moeten nemen. De Amerikaanse minister van buitenlandse zaken Cordell Hull werd opgedragen te eisen dat de reflatie van prijzen plaats zou vinden voordat de gouden standaard weer ingevoerd zou worden. Er was ook een diepgewortelde verdenking dat Groot-Brittannië gunstige handelsregelingen in het Britse Gemenebest zou gebruiken om fiscale discipline te ontwijken. Aangezien de ineenstorting van de gouden standaard op dat moment werd toegeschreven aan het feit dat de VS en het VK een kunstmatig lage goudvoorraad probeerden te handhaven, werd de overeenkomst onmogelijk. Een ander fundamenteel meningsverschil was de rol van importtarieven in de ineenstorting van de gouden standaard, waarbij de liberale regering van de Verenigde Staten het standpunt innam dat de acties van de vorige Amerikaanse regering de crisis hadden verergerd door importbarrières op te heffen.
Nazi-Duitsland gebruikte goud dat van minderheden werd geplunderd om zijn oorlogsinspanningen te financieren. Dat was onderdeel van de Duitse pogrom tegen Joden, zigeuners, homoseksuelen, Jehova's getuigen, lichamelijk of geestelijk gehandicapten, Slavische burgers en anderen. Zelfs de gouden kiezen werden uit de monden van de lijken in de gaskamers getrokken. Onder de internationale banken die gouden stortingen uit deze bron hebben verhandeld, waren enkele Zwitserse banken. Het goud werd daartoe gedeponeerd bij de Reichsbank en als basis voor uit te geven biljetten gebruikt, die als geld geaccepteerd moesten worden. Het Reich greep vervolgens in op de lonen en prijzen, wat door invoering van straffen als internering in gevangeniskampen kracht werd bijgezet, om te voorkomen dat deze "Mefofinanciering" hyperinflatie zou veroorzaken.

### Naoorlogse internationale gouden standaard (1946-1971)
Gedurende de jaren 1939-1942 raakte Groot-Brittannië een groot deel van zijn goudvoorraad kwijt door aankopen van munitie en bewapening op "cash & carry"-basis van de VS en andere naties. Deze uitputting van de Britse reserves betekende voor Winston Churchill het signaal dat terugkeer naar een gouden standaard naar vooroorlogs model niet meer praktisch was. In plaats daarvan werd John Maynard Keynes, die tegen een dergelijke gouden standaard had gepleit, steeds invloedrijker: zijn voorstellen, een zich breder uitstrekkende versie van de "naar het stabiliteitspact" gemodelleerde gouden standaard, zouden hun uitdrukking vinden in het systeem van Bretton Woods.
Dit systeem voorzag in een wereldwijde gouden standaard, waarin de dollar inwisselbaar was voor goud tegen een vaste prijs, en de valuta van overige landen een vaste wisselkoers ten opzichte van de dollar hadden. De zogenoemde Nixon-schok van 1971, een serie economische maatregelen van de Amerikaanse president Richard Nixon, maakte aan dit systeem een eind. De VS beëindigden eenzijdig de koppeling tussen dollars en goud. Dat besluit werd genomen door Nixon en vijftien van zijn adviseurs, zonder raadpleging van overige leden van het internationale monetaire systeem.

## Theorie
De essentiële eigenschappen van de gouden standaard rusten in theorie op het idee dat inflatie veroorzaakt wordt door een toename van de hoeveelheid geld, een idee dat door David Hume wordt bepleit, en dat de onzekerheid over de toekomstige koopkracht van geld zakenvertrouwen wegneemt en tot verminderde handel en kapitaalinvesteringen leidt. De centrale stelling van de gouden standaard is dat het wegnemen van onzekerheid, wrijving tussen verschillende muntsoorten, en mogelijke beperkingen in toekomstige handelspartners dramatisch aan een economie ten goede zullen komen. De markt voor haar eigen goederenproductie wordt uitgebreid, evenals de sterkte van haar kredietwaardigheid en de markten waarvan haar consumentengoederen kunnen kopen. De gouden standaardtheorie zegt dat de voordelen om monetaire en fiscale discipline van de overheid af te dwingen, van centraal belang zijn met betrekking tot de verkregen voordelen. Zo geloven de verdedigers van de gouden standaard vaak dat overheden desastreus voor economische activiteiten zijn, en dat een gouden standaard, persoonlijke vrijheid en economische vitaliteit zal doen toenemen door het verminderen van hun capaciteit om in markten tussenbeide te komen.

### Verschillende definities van "gouden standaard"
Als het monetaire gezag voldoende goud vasthoudt om al het in omloop zijnde geld om te zetten, dan wordt dit een 100% goudreservestandaard, ofwel volledige gouden standaard genoemd. Sommigen geloven dat er geen andere vorm van gouden standaard is, aangezien in welke "gedeeltelijke" gouden standaard dan ook, de waarde van representatief papiergeld in een vrije economie altijd het geloof van de markt omtrent de afkoopbaarheid ervan met goud, zal reflecteren. Anderen, zoals sommige moderne verdedigers van de aanbodeconomie bestrijden dat, mits het goud de geaccepteerde rekeneenheid is, sprake is van een ware gouden standaard.
In een intern gouden standaardsysteem circuleren gouden muntstukken als wettelijk betaalmiddel en/of is papiergeld volgens een vaste koers in goud omzetbaar.
In een internationaal gouden standaardsysteem, dat bij gebrek aan enige interne gouden standaard kan bestaan, worden het goud of een munt die voor een vaste prijs in goud omzetbaar is gebruikt als middel om internationale betalingen te verrichten. Als in een dergelijk systeem de wisselkoersstijging verder beweegt boven of onder het vaste munttarief dan de kosten om goud van één land aan een andere te verschepen, komen er grote geldstromen op gang. Deze duren voort totdat de tarieven op het officiële niveau terugkomen. Internationale gouden standaarden beperken vaak welke entiteiten het recht hebben munt voor goud in te wisselen. In het systeem van Bretton Woods werden deze "SDRs" genoemd; special drawing rights ofwel speciale trekkingsrechten.

### Effecten van een door goud gedekte economie
De verplichting om de omzetbaarheid in goud te handhaven beperkt in sterke mate de aanmaak van kredieten. Het aanmaken van krediet door bankentiteiten onder een gouden standaard bedreigt de omzetbaarheid van de biljetten die zij hebben uitgegeven, en bijgevolg leidt dit tot het ongewenste effect dat goud de bank uit stroomt. Het resultaat van een mislukking om vertrouwen te wekken veroorzaakt een stormloop op de muntbasis die meestal door de bankiers beantwoord wordt door uitbetalingen van die munteenheid op te schorten. Zodoende zullen biljetten die in om het even welke "gedeeltelijke" gouden standaard in omloop zijn, ofwel teruggekocht worden voor hun afgedrukte goudwaarde (die hoger zou moeten zijn dan de daadwerkelijke waarde) - dit is dan een leegloop van die bank; óf de marktwaarde van dergelijke biljetten zal lager worden ingeschat dan van een gouden muntstuk dat hetzelfde bedrag vertegenwoordigt.
In de internationale gouden standaard werd de onevenwichtigheid in de internationale handel gerectificeerd door landen te verplichten hun rekeningen in goud te betalen. Een land dat tekorten heeft, zou zijn schulden in goud moeten betalen, daardoor zijn goudreserves uitputten en het land zou daardoor zijn geldvoorraad moeten verminderen. Dit zou leiden tot deflatie van prijzen, economische activiteit verminderen en, bijgevolg, zou de vraag inzakken. De resulterende daling van de vraag zou dan de invoer verminderen; en aldus zou het tekort theoretisch weer rechtgezet worden. Dit leidt tot een constante druk om economieën af te schermen teneinde te voorkomen dat valuta het land uit stromen; dit wordt door critici "bedel bij uw buur"-beleid genoemd. Dergelijke gouden standaardsystemen uitgaande van een nulsomspel vertoonden periodieke onevenwichtigheden die door snelle dalingen van de uitvoer moesten worden gecorrigeerd.
In de praktijk kon dit de economie van landen die een handelstekort hadden niettemin ernstig destabiliseren, omdat mensen neigden om een stormloop op de bank te maken om hun geld in ontvangst te nemen vóór de goudreserves werden uitgevoerd, waarbij banken bijgevolg onderuit gingen, waarna spaartegoeden verloren waren. Leeglopende en mislukkende banken waren een veelvoorkomend fenomeen in de periode waarin de gouden standaard het gevestigde economische systeem was. Het leidde ook tot een anticyclisch effect, aangezien de overheden de handel belastten, verzamelden ze daarmee gouden en zilveren muntstukken, die het monetaire 'bloed' in de private economie verminderden. Deze paradox leidde tot "gelddroogten" en inflatie, aangezien overheden belasting hieven, vaak om oorlogen te betalen, en in muntstukken uitbetaalden, terwijl de omloopsnelheid van geld in de private economie verminderde doordat individuen zich tegen de onzekere politieke situatie indekten door goud te gaan hamsteren. Elke poging om papiergeld te introduceren faalde vroeg of laat, zowel door de overdruk van geld en de resulterende instorting van de "fiatvaluta", met inbegrip van papieren franken, als door het pre-constitutionele Amerikaans Congres gedrukte "continentals" en diverse andere zeepbellen. Of het zou de overheid ertoe brengen dat slechts in muntgeld kon worden betaald, hetgeen het bestaande papiergeld devalueerde.
De gouden standaard beperkt in theorie de mogelijkheden die overheden hebben om prijsinflatie te veroorzaken door buitensporig veel papiergeld te drukken, hoewel er aanwijzingen zijn dat vóór de Eerste Wereldoorlog de monetaire autoriteiten de geldtoevoer niet uitbreidden maar inperkten als veel goud het land werd uitgevoerd. Men veronderstelt ook dat de gouden standaard de onzekerheid bij internationale handel vermindert door voor vaste wisselkoersen te zorgen. De gouden standaard was in feite deflatoir, aangezien het groeipercentage van economieën over het algemeen de groei van goudreserves voorbijstreefde. Dit werd na de inflatoire zilverstandaarden in de 17e eeuw beschouwd als een welkome verandering, en als aansporing voor de handel. Eind 19e eeuw dreef de beroering tegen de gouden standaard echter in de meeste geïndustrialiseerde landen politieke bewegingen naar een of andere vorm van op zilver of zelfs papier gebaseerde valuta.

## Goud als een reserve vandaag
Tijdens de jaren 90 liquideerde Rusland grote delen van de goudreserves van de vroegere Sovjet-Unie, terwijl verscheidene andere landen goud als voorbereiding op de Economische en Monetaire Unie verzamelden. De Zwitserse frank stapte af van zijn volledig in goud omwisselbare dekking. Desondanks worden door vele naties significante goudreserves aangehouden als middel om hun munt te verdedigen, en als indekking tegen de Amerikaanse dollar, die het grootste deel van liquide muntreserves vormt. Zwakte van de dollar wordt veelal gecompenseerd door stijgende goudprijzen. Goud blijft de belangrijkste financiële activa van bijna alle centrale banken naast vreemde valuta's en staatsobligaties. Het wordt ook aangehouden door centrale banken als indekking tegen leningen aan hun eigen overheden in de vorm van een "interne reserve".
Naast andere kostbare metalen, heeft goud verscheidene concurrenten als middel voor opslag van waarde: munteenheden zelf en onroerende goederen. Zoals met alle opslag van waarde, bepaalt het basisvertrouwen in eigendomsrechten de selectie waaruit wordt gekozen, aangezien elk van deze weleens in beslag zijn genomen of zwaar door overheden belast zijn geweest. Volgens goudinvesteerders, heeft geen hiervan de stabiliteit die het goud had, dus is er nu en dan vraag om de gouden standaard te herstellen. Nu en dan verschijnen politici op het toneel die om een herstel van de gouden standaard roepen, in het bijzonder uit de rechtse libertarische hoek en de linkse anti-regeringshoek. Gangbare conservatieve economen zoals Barro en Greenspan hebben een voorkeur voor een of andere tastbaar gedekte monetaire norm geuit, en hebben verklaard dat een gouden standaard tot de mogelijke keuzen behoort.
In 1999 ondertekenden de Europese centrale bankiers teneinde de waarde van goud als reserve te beschermen de "Overeenkomst van Washington", waarin ze verklaarden goudleasing voor speculatieve doeleinden niet te zullen toestaan, noch dat ze "de markt als verkopers" zouden binnenstappen behalve voor verkopen waarover reeds akkoord was. Dit was bedoeld om verdere verslechtering van de goudprijs te voorkomen. (Zie Consensus van Washington)
In 2001 stelde de premier van Maleisië, Mahathir bin Mohamad een nieuwe munt voor die aanvankelijk voor internationale handel tussen moslimnaties gebruikt zou moeten worden. De munt die hij voorstelde, werd de gouden dinar genoemd en werd gedefinieerd als 4,25 gram 24-karaats goud. Mahathir Mohamad promootte het concept op basis van zijn economische verdiensten als stabiele rekeneenheid en ook als politiek symbool om tot grotere eenheid tussen islamitische naties te leiden.

### Artikelen
- (nl) De Gouden Standaard in 40 vragen en antwoorden, uitgebreide introductie van de gouden standaard. RatioVincit.nl, september 2010
- (en) The Gold Bug Variations door Paul Krugman beschrijft de gouden standaard als een "economische mythe"
- (en) Fact: The gold standard causes deflation and depressions — Een Keynesianistische blik op de gouden standaard
- (en) NBER over de bijdrage van de gouden standaard aan de grote depressie